# Črnobradec
Edward Teach, znan tudi kot Črnobradec (Blackbeard), angleški pirat, deloval na območju Karibov ter na vzhodni obali Severne in Južne Amerike. *okrog 1680, † 22. november 1718, blizu obale Severne Karoline, Severna Amerika.  

## Življenje
Leta 1716 se je Edward Teach pridružil piratu Benjaminu Harnigoldu. Kmalu je začel poveljevati svoji šalupi. Šalupa je bila majhna in relativno hitra piratska ladja z enim jamborom, ki je zaradi nizkega ugreza lahko plula po plitvinah, ne da bi nasedla. Pirati so jo pogosto opremili z velikim številom topov. Uporabljali so jo za hitre in nenadne napade na večje, večinoma tovorne ladje.
Leta 1717 je Teach je s svojo šalupo, opremljeno z 12 topovi in 120 možmi napadel francosko tovorno ladjo Concorde. Concorde je bila sicer dobro oborožena, vendar se je njena posadka predala brez boja. Na ladji je bilo 400 sužnjev iz Afrike, okoli 9 kilogramov zlatega prahu, srebro in dragi kamni. Črnobradec je zajeti posadki dovolil odpluti s svojo staro šalupo, Concorde pa je prevzel kot svojo trofejo in novo poveljniško ladjo. Preimenoval jo je v Queen Anne's Revenge.
Črnobradec je veljal za izjemno grobega pirata. V bradi je imel prepletene trakove in zažigalne vrvice, te so mu prav tako visele izpod klobuka, za pas čez prsi je imel zataknjenih šest pištol. Bil je tako neusmiljen, da je nekoč svojo posadko pustil na samotnem otoku, sam pa je pobegnil z ladjo in vsem plenom vred. Izgledal  grob, in takšen je tudi bil.
Teach je svojo floto razširil na tri ladje, ki jih je vodil skupaj s svojim mentorjem Hornigoldom ter Stedom Bonnetom.
Kar nekaj kapitanov je na povelje britanske kraljeve mornarice poskušalo izslediti Črnobradca. To je leta 1718 uspelo poročniku Robertu Maynardu. V napadu mu je uspelo priti na krov Queen Anne's Revenge, kjer je eden od njegovih mož med spopadom mož na moža uspel ubiti Edwarda Teacha. 
Črnobradca so obglavili, njegovo telo vrgli v morje, glavo pa postavili na ladijski kljun vsem na ogled in v svarilo, naj se ljudje ne poslužujejo piratstva.
Kot večina ostalih piratov, je imel tudi Blackbeard svojo zastavo. Na črni podlagi je bil bel okostnjak, ki je v eni roki držal kozarec, v drugi pa sulico, s katero je prebadal redeče srce. Pogosto se je posadka predala še pred začetkom napada, ko so zagledali piratsko zastavo. Pirati so bili namreč znani po grobosti in neusmiljenosti in tudi Črnobradec ni bil izjema.
Črnobradec je skozi leta postal legenda, legendaren je tudi njegov skriti zaklad, ki pa ga do sedaj ni še nihče našel, zato mnogi dvomijo v njegov obstoj. Njegova mladost ostaja ovita v skrivnost, saj ga ne omenja noben vir iz tega obdobja. Kljub marsikateri neresnici in napihnjenosti o njegovem življenju in delovanju je o Teachu dovolj trdnih dokazov o njegovem resničnem obstoju. Tako so leta 1996 odkrili ostanke neznane ladje, arheologi pa še vedno preučujejo, ali bi lahko bila slovita Črnobradčeva Queen Anne's Revenge.